# 司制星
司制星（134 Sophrosyne）是一顆小行星帶的小行星，由卡尔·特奥多尔·罗伯特·路德于1873年9月27日发现。司制星的直径为123.3千米，质量为2.0×1018千克，公转周期为1499.059天。
司制星以古希臘的節制概念蘇弗羅敘涅命名。
| 前一小行星： (133)搏女星 | 小行星列表 | 後一小行星： (135)沃神星 |